# Денисов, Алексей Алексеевич
Алексе́й Алексе́евич Дени́сов — русский поэт.

## Биография
Родился в 1968 г. во Владивостоке. Руководил городским литературным объединением «Серая лошадь». Участник фестиваля «Культурные герои XXI века» (1999). С 2000 г. живёт в Москве. Был куратором сетевого литературного проекта «Серая лошадь» (2002—2004, законсервирован). Автор трех книг стихов, публикаций в антологиях «Нестоличная литература», «Девять измерений», «Черным по белому», «100 лет поэзии Приморья», «Contemporary russian poetry», журналах и альманахах «Знамя», «Авторник» и др. Первый лауреат Малой премии «Москва-транзит» (2001).
Ранние стихи Денисова естественным для нестоличного автора этого поколения преемственны через головы старших современников по отношению к крупнейшим фигурам русской поэзии первой половины XX века — в данном случае Мандельштама и Пастернака.

## Труды
- Твердый знак. — Владивосток, 1995.
- Нежное согласное. — М.: АРГО-РИСК, 2000.
- Xenia. — М.: О. Г. И., 2001.